# Серповидноклеточная анемия
Серповидноклеточная анемия — наследственная гемоглобинопатия, связанная с таким нарушением строения белка гемоглобина, при котором он приобретает особое кристаллическое строение. Форма гемоглобина больных — так называемый гемоглобин S. Эритроциты, несущие гемоглобин S вместо нормального гемоглобина А, имеют характерную серпообразную форму (форму серпа), за что эта форма гемоглобинопатии и получила название серповидноклеточной анемии.

## Этиология и патогенез
Заболевание связано с мутацией гена HBB, кодирующего β-цепь основной разновидности взрослого гемоглобина, гемоглобина А (HbA), вследствие чего синтезируется аномальный гемоглобин S, в молекуле которого вместо глутаминовой кислоты в шестом положении β-цепи находится валин. В условиях гипоксии гемоглобин S полимеризуется и образует длинные тяжи, в результате чего эритроциты приобретают серповидную форму.
Серповидноклеточная анемия наследуется по аутосомно-рецессивному типу (с неполным доминированием на уровне фенотипа). У носителей, гетерозиготных (AS) по гену серповидноклеточной анемии, в эритроцитах присутствуют примерно в равных количествах гемоглобин S и гемоглобин А, то есть наблюдается кодоминирование. При этом в нормальных условиях у носителей симптомы практически никогда не возникают, и серповидные эритроциты выявляются случайно при лабораторном исследовании крови. Симптомы у носителей могут появиться при гипоксии (например, при подъёме в горы) или тяжёлой дегидратации организма. У гомозигот (SS) по гену серповидноклеточной анемии в крови имеются только эритроциты, несущие гемоглобин S, и болезнь протекает тяжело.
Эритроциты, несущие гемоглобин S, обладают пониженной стойкостью к лизису и пониженной способностью к переносу кислорода, поэтому у больных с серповидноклеточной анемией повышено разрушение эритроцитов в селезёнке, укорочен срок их жизни, повышен гемолиз и часто имеются признаки хронической гипоксии (кислородной недостаточности) или хронического «перераздражения» эритроцитарного ростка костного мозга.

## Эпидемиология
Серповидноклеточная анемия весьма распространена в регионах мира, эндемичных по малярии, причём больные серповидноклеточной анемией обладают повышенной (хотя и не абсолютной в случае гетерозигот) врождённой устойчивостью к заражению различными штаммами малярийного плазмодия. Серповидные эритроциты этих больных также не поддаются заражению малярийным плазмодием в пробирке.
Повышенной устойчивостью к малярии обладают и гетерозиготы-носители, которые анемией не болеют (преимущество гетерозигот), что объясняет высокую частоту этого вредного аллеля в африканских популяциях.

## Симптомы
- Усталость и анемия
- Приступы боли
- Отёк и воспаление пальцев рук и/или ног и артрит
- Бактериальные инфекции
- Тромбоз крови в селезёнке и печени
- Поражение лёгких и сердца
- Язвы на ногах
- Асептический некроз
- Повреждение глаз

Симптомы серповидноклеточной анемии делятся на две основные категории. Из-за хрупкости красных клеток крови всегда наблюдается анемия, которая может привести к праздности, делает больного физически менее выносливым и может вызвать желтуху (связанную с чрезмерным распадом гемоглобина).
Кроме этого, периодическая закупорка мелких капилляров в любой части тела может привести к широкому спектру различных симптомов.
Почти невозможно описать «типичного пациента», страдающего серповидноклеточной анемией, поскольку симптомы и их тяжесть широко варьируют. Некоторые характерные особенности являются общими почти для всех пациентов с серповидноклеточной анемией.
В периоды гемолитических кризисов отмечается резкое падение уровня гемоглобина, которое сопровождается высокой температурой и чёрным цветом мочи.
У больных серповидной анемией меняется и внешний вид: отмечается высокий рост, худоба, удлинённость туловища, искривление позвоночника, башенный череп и изменённые зубы.
Обычно новорождённые вполне здоровы, имеют нормальный вес и нормально развиваются, никаких симптомов у них не проявляется до 3-месячного возраста. Первыми признаками серповидноклеточной анемии у младенца обычно являются опухание и болезненность кистей рук или стоп, слабость и искривление конечностей и иногда, несколько позднее, отказ от ходьбы. Этот симптом является результатом закупорки эритроцитами капилляров мелких костей кистей и стоп и нарушения кровотока. Эритроциты выпадают из жидкой части крови и откладываются в капиллярах в виде осадка. Скопление эритроцитов постепенно рассасывается само по себе, но до тех пор, пока этого не произойдёт, требуется помощь врача, чтобы смягчить боль и обнаружить возможные сопутствующие заболевания. Ребёнок с серповидноклеточной анемией обычно выглядит бледным, возможно, слегка желтушным, но в остальных отношениях, как правило, здоров.
Единственным очень серьёзным осложнением серповидноклеточной анемии у ребёнка до 5-летнего возраста является инфекция. Скопление эритроцитов и закупорка капилляров в селезёнке, органе, который в норме отфильтровывает бактерии из кровотока, происходит в течение первых лет жизни, что делает ребёнка особенно восприимчивым к смертельному заражению крови — сепсису. Поэтому родителей маленьких детей, страдающих серповидноклеточной анемией, предупреждают, чтобы они были внимательны и не пропустили ранних симптомов инфекции, таких как раздражительность, нервозность, повышенная температура и плохой аппетит. Родители должны немедленно обращаться за медицинской помощью, если у ребёнка наблюдается какой-либо из этих симптомов. Если при заражении крови достаточно рано начинать применять антибиотики, фатальных осложнений можно избежать. После 5-летнего возраста, когда у ребёнка уже выработались соответствующие естественные антитела к такого рода бактериям, вероятность смертельной бактериальной инфекции существенно снижается.
Проблемой детей школьного возраста с серповидноклеточной анемией обычно является эпизодическая закупорка эритроцитами капилляров больших костей. В большинстве случаев эти эпизоды протекают относительно легко, наблюдаются лишь слабые ноющие боли в костях.
С возрастом процесс закупорки капилляров может затрагивать и другие органы. Если это произойдёт, например, в лёгких, развивается серьёзное респираторное заболевание. Очень редкое осложнение, которое бывает меньше чем у 10 % больных с серповидноклеточной анемией — закупорка сосудов мозга, приводящая к инсульту. У пациентов мужского пола, серповидные клетки могут вызывать закупорку сосудов полового члена, что в конечном счете ведет к возникновению эпизодов длительной болезненной эрекции (приапизма). С приапизмом сталкиваются около 42 % всех взрослых больных с серповидноклеточной анемией, причем, более чем в половине случаев, данное осложнение имеет рецидивирующий характер.
Подростки с серповидноклеточной анемией испытывают беспокойство и озабоченность из-за того, что их физическое развитие обычно задерживается на 2—3 года. Такие подростки обычно меньше ростом, чем их одноклассники, их часто дразнят за запаздывание в сексуальном развитии. Однако со временем половая зрелость всё же наступает, и исследования показывают, что женщины с серповидноклеточной анемией имеют нормальную возможность к деторождению. Женщины с серповидноклеточной анемией, безусловно, способны вынашивать и рожать нормальных детей, но во время беременности у них повышается риск осложнений, которые могут привести к выкидышу, преждевременным родам или усилению анемии у матери. Такие беременные женщины должны находиться под наблюдением гинеколога, имеющего специальный опыт по беременности с повышенным риском. В течение беременности таким женщинам может потребоваться переливание крови.
У взрослых с серповидноклеточной анемией могут обнаруживаться симптомы хронической (постоянной или длительной) закупорки капилляров лёгких и почек, и может развиться хроническая лёгочная или почечная недостаточность. Эти два осложнения приводят к ранней смерти некоторых пациентов с серповидноклеточной анемией.
У других больных может происходить закупорка капилляров сетчатки глаза, что в конечном итоге может привести к слепоте.
Хотя все эти осложнения (почечная и лёгочная недостаточность, слепота, серьёзная инфекция и повторяющиеся костные кризы) характерны для страдающих серповидноклеточной анемией, крайне редко бывает так, чтобы все они наблюдались у одного пациента.

## Лечение
- генная терапия: ловотибеглоген аутотемцел[англ.].
- генная CRISPR-терапия: эксагамглоген аутотемцел. В 2023 году в Великобритании[3] и США[4] одобрен препарат эксагамглоген аутотемцел (Casgevy). Терапия на основе CRISPR-Cas9 направлена на лечение серповидноклеточной анемии и β-талассемии. Целевой ген BCL11A, подвергающийся редактированию, в норме предотвращает синтез фетального гемоглобина. Разрушая BCL11A препарат стимулирует синтез HbF, который не имеет дефектов гемоглобина взрослого (HbA), как у людей с серповидноклеточной анемией или β-талассемией.

Препараты для лечения: L-Глутамин, вокселотор, кризанлизумаб.
В 2024 году группа медицинских исследователей из компании Novartis Biomedical Research разработала препарат для возможного лечения людей с серповидно-клеточной анемией. В своем проекте, опубликованном в журнале Science, они провели исчерпывающее исследование, чтобы найти средство, разрушающее транскрипционный фактор WIZ для индукции фетального гемоглобина, и протестировали его на животных моделях.

## Синонимы

### Русские
- Дрепаноцитарная анемия
- Серповидноклеточная гемолитическая анемия
- Африканская анемия
- Дрепаноцитоз
- Менискоцитоз
- Анемия Херрика (Геррика)
- болезнь (синдром) Херрика (Геррика)

### Английские
- Hemoglobin S disease
- (Hb S disease)
- Herrick’s anemia
- Herrick disease (syndrome)
- Sickle-cell anemia